# Anna Fárová
Anna Fárová, née le 1er juin 1928 à Paris, et morte le 27 février 2010 à Prague ou Jindřichův Hradec, est une historienne de l'art franco-tchèque, spécialiste de l'histoire de la photographie. Elle est notamment connue pour ses monographies de Henri Cartier-Bresson et de Robert Capa, ainsi que pour son engagement contre le communisme en Tchécoslovaquie. Sa fille, Gabina Fárová, est une photographe réputée.

## Biographie
Anna Fárová naît sous le nom de Annette Safranek le 1er juin 1928, à Paris. Son père, Milos Safranek, est un diplomate tchèque, attaché culturel à l'ambassade à Paris; sa mère, Anne Moussu, est une professeur de langues,. Anna Fárová, dès sa jeunesse, bénéficie ainsi d'un environnement culturel et artistique favorable. Les peintres Josef Sima, Jan Zrzavý, František Tichý (de) et Otakar Kubin, ou encore le compositeur Bohuslav Martinů, viennent, par exemple, régulièrement tenir salon chez ses parents.
En 1947, Anna Fárová s'installe à Prague et étudie, jusqu'en 1951, l'histoire de l'art et l'esthétique à l'Université Charles. Au cours de ses études, elle rencontre le peintre surréaliste Libor Fára et l'épouse. Elle fait également la connaissance de Václav Havel (futur président de la République tchèque), celui-ci étant un ami très proche de son époux.
De retour à Paris, elle rencontre Henri Cartier-Bresson en septembre 1956, et, marquée par le personnage, décide de dédier sa vie à la photographie,. Deux ans après, elle publie, aux éditions de l'Odéon, une monographie sur lui, ce qui constitue une première pour un photographe européen. Elle se spécialise par la suite dans la rédaction de monographies d'artistes, et publie au fil des ans celles de Robert Capa, de Josef Sudek, de Dusan Simanek, de František Drtikol, d'Elliot Erwitt, de Josef Koudelka, de Werner Bischof, d'André Kertész…
En 1970, elle devient responsable du secteur photographie au Musée des arts décoratifs de Prague, et entame une carrière d'enseignante à la FAMU, l'école supérieure de cinéma de Prague. Parallèlement, elle organise de nombreuses expositions de photographie, sur Josef Sudek par exemple dont elle est la légataire universelle et de qui elle possède 3000 épreuves : à Beaubourg en 1988, ou à Lausanne en 1995. Elle gère également les expositions de peinture de son époux. Avec lui, elle a une fille, Gabina Fárová, qui s'engage à son tour sur la voie de la photographie.
Sur le plan politique, Anna Fárová se montre farouchement anticommuniste. En 1977, elle signe la Charte 77, qui demande au gouvernement prosoviétique de Gustáv Husák de respecter les droits de l'homme. Cela lui coûte son poste au Musée des arts décoratifs. La photographie étant rejetée, au nom du matérialisme, par les communistes, Anna Fárová s'active clandestinement pour soutenir de jeunes photographes; en 1981, elle organise ainsi, avec l'aide, notamment, de Henri Cartier-Bresson et de Marc Riboud, une exposition au couvent de Plasy.
Durant la dernière décennie du régime communiste, Anna Fárová s'est occupée de l'héritage du photographe Josef Sudek. Parallèlement, elle organise des expositions semi-officielles de la jeune photographie tchèque. En 1991, elle est nommée Chevalier des arts et des lettres par le ministère français de la Culture.
En 2006, une exposition à Prague, à la galerie Langhans, retrace le parcours artistique d'Anna Fárová.
Elle meurt à Prague le 27 février 2010.

## Publications
- Henri Cartier-Bresson, Odéon, Paris, 1958.
- Jiri Jenicek, SNKLU, 1962.
- Werner Bischof, 1916-1954, Paragraphic, 1966.
- Photographs, en collaboration avec André Kertész et Robert Sagalyn, 1966.
- Pražské jaro ve fotografii, Obelisk, 1970.
- Frantisek Drtikol : Photographe Art Déco, en collaboration avec Manfred Heiting, Schirmer-Mosel, 1986.
- Josef Sudek : Poet of Prague, John Murray Éditions, 1990.
- Libor Fára, 1925-1988, en collaboration avec Libor Fára et Gabina Fárová, Association culture et communication pour La Nuit Culturelle, 1990.
- Gypsies, en collaboration avec Josef Koudelka, Hale, 1992.
- André Villers, en collaboration avec André Villers, Institut français de Prague, 1994.
- Josef Sudek, Gina Kehayoff Verlag, 1998.
- Inge morath portraits, en collaboration avec Arthur Miller et Robert Delpire, Éditions Otto Muller, 1999.
- Josef Sudek, Éditions du Centre national de la photographie, 1999.
- Josef Sudek: Pigment Prints, Salander, 2001.
- Zdenek Tmej: Totaleinsatz, en collaboration avec Tomas Jelinek (en), Torst, 2001.
- Josef Koudelka, en collaboration avec Josef Koudelka et Karel Hvíždala, Torst, 2002.
- Eva Davidova, en collaboration avec Eva Davidova et Jana Horvathova, Torst, 2004.
- Ivan Lutterer, Panoramatické fotografie, Panoramic photographs: 1984-1991, en collaboration avec Ivan Lutterer et Vaclav Sokol, Barta Studio JB, 2004.
- Tváře dějin, avec des photographies de Robert Capa et de Richard Whelan, Obecní dům, 2004.
- Libuna: A Gypsy's Life in Prague, en collaboration avec Iren Stehli, Milena Hubschmanova et Franca Comalini, Scalo, 2004.
- Petra Skoupilová, Les femmes, en collaboration avec Michel Métayer, KANT, 2004.
- Dusan Simanek, Torst, 2006.
- Iren Stehli, an collaboration avec Iren Stehli et Martin Heller, Torst, 2007.
- The window of my studio, avec des photographies de Josef Sudek, Torst, 2007.